# Cantó de Dembéni
El cantó de Dembéni és un cantó francès del departament d'ultramar de Mayotte. Abasta el municipi de Dembéni.

## Història
| Data d'elecció                           | Identitat          | Partit | Qualitat |
| ---------------------------------------- | ------------------ | ------ | -------- |
| -2008                                    | Maoulida Soula     | UMP    |          |
| 2008-                                    | Sarah Mouhoussoune | Néma   |          |
| les dades anteriors no són pas conegudes |                    |        |          |
|                                          |                    |        |          |